# Eristische Dialektik
Eristische Dialektik oder, Die Kunst, Recht zu behalten : in 38 Kunstgriffen dargestellt of kortweg Eristische Dialektik, later in Nederlandse vertaling uitgebracht als De kunst van het gelijk krijgen, is een geschrift van de Duitse filosoof Arthur Schopenhauer over oneerlijke en opportunistische discussie-trucs. De term eristisch ontleende hij aan de klassieke teksten van de filosoof Aristoteles over drogredenen, waarin deze Griekse term (ἐριστική) ontleend is aan de naam van de Griekse godin van de twist en tweedracht Eris.
Oorspronkelijk betrof het een manuscript dat door Schopenhauer werd gecreëerd rond 1830, met daarin een beschrijving van 38 door hem onderscheiden retorische strategieën: kunstgrepen (foefjes), die niet gericht zijn op waarheidsvinding doch louter ertoe dienen om een al dan niet vermeend eigen gelijk door te drijven. Kennis van deze kunstgrepen kan echter ook nuttig zijn deze bij toepassing door anderen te doorzien en te ontzenuwen.

## Duitse uitgaven
- Aus Arthur Schopenhauers handschriftlichen Nachlaß. Abhandlungen, Anmerkungen, Aphorismen und Fragmente, red. Julius Frauenstädt, Leipzig 1864
- Eristische Dialektik in: Arthur Schopenhauers Sämtliche Werke, red. Paul Deussen, Band 6, 1923
- Eristische Dialektik, oder, Die Kunst, Recht zu behalten : in 38 Kunstgriffen dargestellt, 1966, 1983
- Die Kunst, Recht zu behalten: In achtunddreißig Kunstgriffen dargestellt, red. Franco Volpi, Insel Verlag, Frankfurt a. M. 1995

## Nederlandse vertalingen
- De kunst van het gelijk krijgen, vertaling Tjark Kruiger, uitg. SUN/Sapientia, Nijmegen, 1997
- De kunst van het gelijk krijgen, vertaling Tjark Kruiger, uitg. Boom, Amsterdam, 2011